# Кирстенешть
Кирстенешть, Кирстенешті (рум. Cârstănești) — село у повіті Вилча в Румунії. Входить до складу комуни Отешань.
Село розташоване на відстані 175 км на північний захід від Бухареста, 26 км на захід від Римніку-Вилчі, 81 км на північ від Крайови, 140 км на південний захід від Брашова.

## Населення
За даними перепису населення 2002 року у селі проживали 877 осіб, усі — румуни. Усі жителі села рідною мовою назвали румунську.